# Jan Brzękowski
Jan Brzękowski (n. 18 decembrie 1903, Nowy Wiśnicz - d. 3 august 1983, Paris) a fost un poet polonez, prozator, teoretician, critic literar și membru al Avangardei Cracoviene. A absolvit filologia poloneză și farmaceutica la Universitatea Jagiellonă din Cracovia. A debutat ca poet în anul 1921, în revista Gazeta Literacka. A publicat primul volum de poezii Tętno în 1925. 

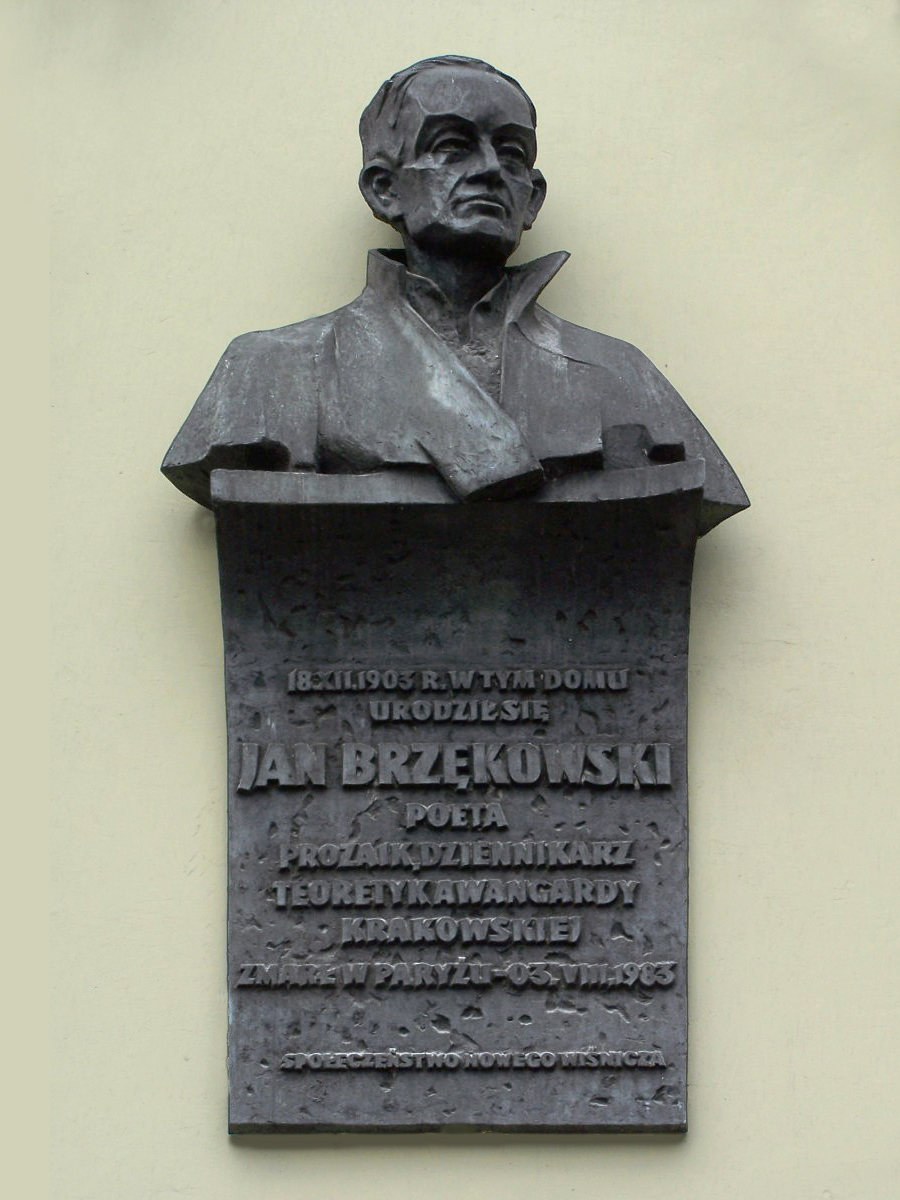
Bustul lui J. Brzękowski în Nowy Wiśnicz

## Publicații literare

### Poezii
- Tętno, 1924;
- Na katodzie, 1929 ;
- W drugiej osobie, 1933;
- Zaciśnięte dookoła ust, 1936;
- Spectacle métallique, 1937;
- Nuits végétales, 1938;
- Razowy epos, 1938;
- Odyseje / Odiseei, 1948;
- Les Murs du silence, 1958;
- Przyszłość nieotwarta, 1959;
- 18 coplas, 1959;
- Science fiction, 1964;
- Wybór poezji, 1966;
- Erotyki, 1969;
- Poezje wybrane / Poezii alese, 1970;
- Spotkanie rzeczy ostatecznych, 1970;
- Styczeń / Ianuarie, 1970;
- Nowa kosmogonia / Cosmogonia nouă, 1972;
- Lettres en souffrance, 1972;
- Déplacement du paysage, 1973;
- Poezje / Poezii, 1973;
- Paryż po latach / Paris după ani, 1977;
- Wiersze wybrane / Versuri alese, 1980;
- Wiersze awangardowe / Versuri de avangardă, 1981.

### Proză

#### Romane
- Psychoanalityk w podróży, 1929;
- Bankructwo prof. Muellera, 1931;
- Start, 1959;
- Dwudziestu czterech kochanków Perdity Loost, 1961;
- Międzywojnie, 1982.

#### Povești
- Wyprawa do miasteczka, 1966;
- Buty No 138, 1978.